# (10101) Fourier
(10101) Fourier (1992 BM2) – planetoida z pasa głównego asteroid okrążająca Słońce w ciągu 3,38 lat w średniej odległości 2,25 j.a. Odkryta 30 stycznia 1992 roku.